# Ana Malhoa (álbum)
Ana Malhoa é o primeiro álbum de estúdio a solo da cantora pop portuguesa Ana Malhoa. Foi lançado a 5 de abril de 2000 pela editora Espacial. Seguindo o sucesso de Ana no programa infantil Buéréré, o álbum obteve grande divulgação e investimento por parte da editora, sendo um dos mais bem sucedidos do ano 2000. O álbum marcou a mudança da carreira de Ana, ao mostrar composições sensuais e maduras. Os dois primeiros singles do álbum atingiram as primeiras posições das rádios portuguesas, sendo que o quarto single, uma versão de Amor a la Mexicana, da cantora e atriz mexicana Thalía, atingiu a 20ª posição das rádios espanholas. O projecto atingiu o 2º lugar do Top Oficial da AFP, a tabela semanal dos 30 álbuns mais vendidos em Portugal, tendo ficado nesta listagem um total de 30 semanas, recebendo o galardão de disco de ouro.

## Faixas
| N.º | Título                               | Compositor(es)                                   | Duração |  |
| 1.  | "Teu Corpo Ardente"                  | Jorge do Carmo, Ana Malhoa                       | 3:55    |  |
| 2.  | "Amor que Não Vivi"                  | Jorge do Carmo, Ana Malhoa                       | 3:04    |  |
| 3.  | "Onde Estão? (¿Dónde Están?)"        | Leonardo Mora Versão: Jorge do Carmo, Ana Malhoa | 3:53    |  |
| 4.  | "Tantas Horas de Paixão"             | Jorge do Carmo, Ana Malhoa                       | 3:31    |  |
| 5.  | "Toda a Vida (A Teu Lado)"           | Jorge do Carmo, Ana Malhoa                       | 3:04    |  |
| 6.  | "Despe a Tua Alma"                   | Jorge do Carmo, Ana Malhoa                       | 3:49    |  |
| 7.  | "Esta Vida É Louca"                  | Jorge do Carmo, Ana Malhoa                       | 3:26    |  |
| 8.  | "Sempre que Te Vais"                 | Jorge do Carmo, Ana Malhoa                       | 3:42    |  |
| 9.  | "Tudo por um Dia"                    | Jorge do Carmo, Ana Malhoa                       | 3:33    |  |
| 10. | "Um Sonho Melhor"                    | Jorge do Carmo, Ana Malhoa                       | 3:47    |  |
| 11. | "Amor Lusitano (Amor a La Mexicana)" | Mario Puparro Versão: Jorge do Carmo, Ana Malhoa | 3:50    |  |

## Posições
| Paradas (2000) | Posições |
| -------------- | -------- |
| Portugal - AFP | 2        |

| País / Certificadora | Certificação | Vendas |
| -------------------- | ------------ | ------ |
| Portugal AFP         | Ouro         | 18.000 |

## Histórico de lançamento
| País           | Data                | Formato | Gravadora              |
| -------------- | ------------------- | ------- | ---------------------- |
| Portugal       | 5 de abril de 2000  | CD      | Espacial               |
| Espanha        | 26 de abril de 2000 | CD      | Universal Music España |
| União Europeia | 7 de julho de 2000  | CD      | Universal Music Group  |
| América Latina | 7 de julho de 2000  | CD      | Universal Music Group  |
| Mundo          | 23 de julho de 2000 | CD      | Universal Music Group  |

## Referência
1. ↑  Ana Malhoa
2. 1 2 3  «Associação Fonográfica Portuguesa». Consultado em 8 de agosto de 2015. Arquivado do original em 23 de dezembro de 2011
3. ↑  Ana Malhoa - Portuguese Charts